# Вила (притока Гуйви)
Вила — річка в Україні, у колишньому Козятинському районі Вінницької області. Ліва притока Гуйви (басейн Дніпра).

## Опис
Довжина річки приблизно 6,2  км, площа басейну - 13,2 км². Формується з багатьох безіменних струмків.

## Розташування
Бере початок у Непедівці. Тече переважно на північний схід і на південно-західній околиці Вершигородку впадає у річку Гуйва.
У сучасних довідниках та картах річка не має назви, на мапі Шуберта 1846 року позначена як Вила.